# Parafia Narodzenia Najświętszej Maryi Panny w Wiercinach
Parafia Narodzenia Najświętszej Maryi Panny w Wiercinach – parafia rzymskokatolicka w diecezji elbląskiej. Erygowana w 22 stycznia 1949 roku przez administratora diecezji gdańskiej ks. Andrzeja Wronkę. Parafia obejmuje miejscowości: Wierciny, Jazowa, Jazowa I, Jazowa II, Rakowiska, Michałowo, Rakowo. Tereny parafii znajdują się w gminie Nowy Dwór Gdański, w powiecie nowodworskim, w województwie pomorskim.
Kościół w Wiercinach został wybudowany w 1924 roku, poświęcony 23 maja 1954 roku. Posiada murowaną wieżę, drewniany, płaski strop oraz 5 ołtarzy.

## Proboszczowie parafii od 1957 roku
- 1957–1962 – ks. Włodzimierz Gutowski
- 1962–1990 – ks. kanonik Tadeusz Panasiak
- od 1990 – ks. Adam Sokólski